# Plonéis
Plonéis is een gemeente in het Franse departement Finistère, in de regio Bretagne. De plaats maakt deel uit van het arrondissement Quimper. Plonéis telde op 1 januari 2022 2.405 inwoners.

## Geografie
De oppervlakte van Plonéis bedroeg op 1 januari 2022 21,99 vierkante kilometer; de bevolkingsdichtheid was toen 109,4 inwoners per km².

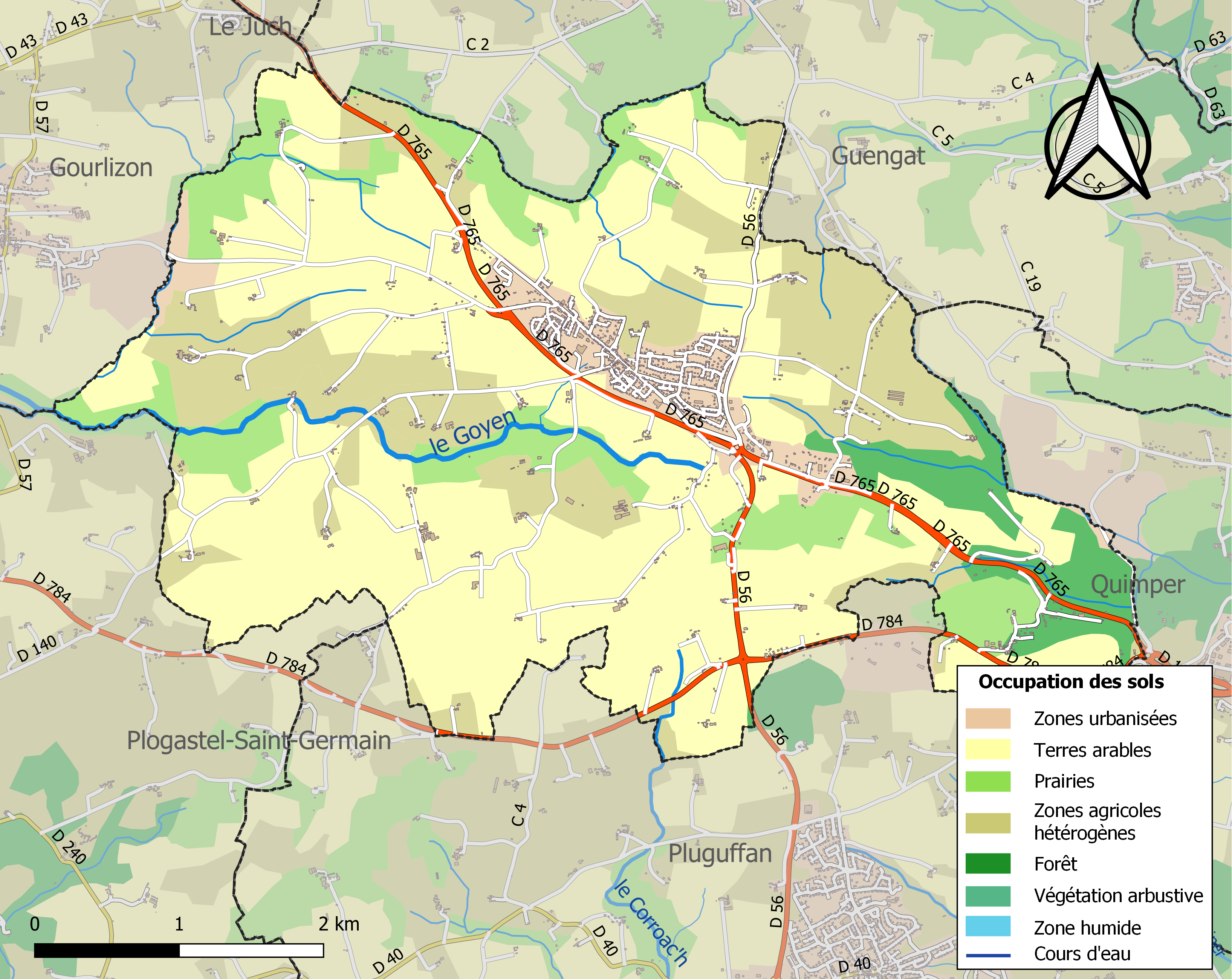
Kaart van de gemeente met belangrijkste infrastructuur, bodemgebruik en omliggende gemeenten

## Demografie
Onderstaande figuur toont het verloop van het inwonertal (bron: INSEE-tellingen).